# Cynanchum praecox
Cynanchum praecox là một loài thực vật có hoa trong họ La bố ma. Loài này được Schltr. ex S.Moore mô tả khoa học đầu tiên năm 1902.